# 褚士宝
褚士宝，字复生，上海人。其人臂力过人，好游学四方，与毕昆阳、武君卿为友。精于枪法，名曰四平枪。南明季福王南渡，兵部员外郎何刚举荐其为伏波营游击。后南都陷落，褚士宝终老于家，弟子有王圣蕃、池天荣。池天荣弟子浙江提督乔照。留传后世有枪谱二种及治伤药酒药方。

## 延伸阅读
[在维基数据编辑]
 《清史稿·卷505》，出自趙爾巽《清史稿》